# Daisy Head
Daisy May Head, född 17 mars 1991 i London, är en engelsk skådespelare, mest känd för att spela Amy Stevenson i BBC Ones drama, The Syndicate och Grace i den amerikanska dramaserien Guilt.

## Film
- The Last Seven
- Rules of Love
- When Calls the Heart
- Heart of Lightness
- Fallen
- Underworld: Blood Wars
- Ophelia

### TV
- Feather Boy
- Rose and Maloney
- Trial & Retribution
- Patrick's Planet
- Doc Martin
- Holby City
- Doctors
- Endeavour
- The Proxy
- Suspects
- The Syndicate
- Guilt
- A Midsummer's Nightmare
- Girlfriends
- Harlots (2019)